# Дубовицкая, Надежда Васильевна
Наде́жда Васи́льевна Дубовицкая (род. 12 марта 1998, Семипалатинск, Восточно-Казахстанская область) — казахстанская легкоатлетка, специализирующаяся на прыжках в высоту. Обладательница призовых мест на Чемпионате мира в помещении, Азиатских играх, летнем Чемпионате Азии и Чемпионате Азии в помещении. Обладательница рекордов Азии в прыжках в высоту (как на открытых стадионах, так и в помещении). Мастер спорта Республики Казахстан международного класса.

## Биография
Родилась 12 марта 1998 года в Семипалатинске. Занималась в местной СДЮШОР № 2. Долгие годы тренером Надежды были Иван Сергеевич Хижняков и Елена Леонидовна Хижнякова. Затем Дубовицкая перешла под руководство рекордсмена СССР Михаила Фролова.
Надежда представляет клуб Altay Athletics. На международном уровне начала выступать ещё с юниорского возраста. В 2016 году приняла участие в Чемпионате мира по лёгкой атлетике среди юниоров. В 2017 году выступала на Чемпионате Азии, заняв 6-е место. В 2018 завоевала первые медали на крупных стартах, получив «бронзу» на Чемпионате Азии в помещениях и Азиатских играх.
8 июня 2021 года установила рекорд Азии в прыжках в высоту. В рекордной попытке Надежда Дубовицкая взяла планку на высоте 2,00 м, на 1 см превзойдя результат Марины Аитовой. Дубовицкая принимала участие в летних Олимпийских играх в Токио. 19 марта 2022 года на Чемпионате мира в помещении взяла отметку 1,98 м, что стало новым рекордом Азии для зимних чемпионатов и рекордом Казахстана. Также этот прыжок позволил ей завоевать «бронзу» на зимнем мировом первенстве, проходившем в Белграде.
Победительница Чемпионата Азии в помещениях (Астана, 2023).
Финалистка Чемпионата мира по лёгкой атлетике (Будапешт, 2023).